# Arpujärvi
Arpujärvi eller Arpojaure är en sjö i Kiruna kommun i Lappland och ingår i Torneälvens huvudavrinningsområde. Sjön har en area på 0,202 kvadratkilometer och ligger 487,9 meter över havet. Arpujärvi ligger i Torne och Kalix älvsystem Natura 2000-område. Dess vattennivå sjönk år 1905 med 15 meter när man grävde en kanal.

## Delavrinningsområde
Arpujärvi ingår i det delavrinningsområde (764812-170545) som SMHI kallar för Mynnar i Suvijoki. Medelhöjden är 593 meter över havet och ytan är 39,18 kvadratkilometer. Det finns inga avrinningsområden uppströms utan avrinningsområdet är högsta punkten. Arpujoki som avvattnar avrinningsområdet har biflödesordning 4, vilket innebär att vattnet flödar genom totalt 4 vattendrag innan det når havet efter 520 kilometer. Avrinningsområdet består mestadels av skog (34 procent) och kalfjäll (49 procent). Avrinningsområdet har 0,33 kvadratkilometer vattenytor vilket ger det en sjöprocent på 0,9 procent.